# 扬·厄斯特沃尔
扬·厄斯特沃尔（挪威語：Jan Østervold，1876年12月8日—1945年1月9日），挪威男子帆船运动员。他曾代表挪威参加1920年夏季奥林匹克运动会帆船比赛，获得一枚金牌。他于1945年在美国纽约去世。